# Tépe
Tépe község Hajdú-Bihar vármegyében, a Derecskei járásban.

## Fekvése
Berettyóújfalutól északra, Derecskétől délre, a Kálló vize mellett fekszik. A két említett városon felül csak egy harmadik települési szomszédja van: délkelet felől Szentpéterszeggel határos.
Legfontosabb közúti megközelítési útvonala a 47-es főút, mely a belterületének nyugati széle mellett halad el; ezen érhető el mindkét szomszédos város irányából. Főutcája az abból kiágazó 48 106-os számú mellékút (Rákóczi utca - Dózsa György utca). Szentpéterszeggel egy számozatlan mezőgazdasági út köti össze.
Vasútvonal nem érinti; a legközelebbi vasúti csatlakozási lehetőséget a Debrecen–Sáránd–Nagykereki-vasútvonal Derecske-Vásártér megállóhelye kínálja, bő 5 kilométerre.

## Története
Tépe ősi nemesi birtok volt, melyet már 1311-ben említettek a korabeli oklevelek Thepa néven. A falu ekkor Dósa nádor birtoka volt. A 13. század végén a települést Rafael bán birtokaként említették, később pedig a váradi székeskáptalan prépostja, 1491-től a Kőváry család volt a település tulajdonosa. 1552-ben Szemere Sebestyén, 1595-ben pedig a Ravazdyak birtokaként említették.
1647-ben I. Rákóczi György fejedelem az itt levő nemesi kúriát Kis Márton nevű vitézének, a körösszegi hajdúk kapitányának adományozta.
Tépéhez tartoztak a Major és Mérges puszták is.

## Közélete

### Polgármesterei
| Időszak   | Polgármester  | Párt        |
| --------- | ------------- | ----------- |
| 1990–1994 | Szöllősi Imre | független   |
| 1994–1998 | Szöllősi Imre | független   |
| 1998–2002 | Szöllősi Imre | MDF-Fidesz  |
| 2002–2006 | Szöllősi Imre | MDF         |
| 2006–2010 | Szöllősi Imre | MDF         |
| 2010–2014 | Balogh András | Fidesz-KDNP |
| 2014–2019 | Balogh András | független   |
| 2019–2024 | Balogh András | Fidesz-KDNP |
| 2024–     | Balogh András | Fidesz-KDNP |

## Népesség
A település népességének változása:
| Lakosok száma | 1116 | 1120 | 1104 | 1039 | 1018 | 1012 | 998  |
|               | 2013 | 2014 | 2015 | 2021 | 2022 | 2023 | 2024 |

2001-ben a település lakosságának 99%-a magyar, 1%-a cigány nemzetiségűnek vallotta magát.
A 2011-es népszámlálás során a lakosok 96,5%-a magyarnak, 1,9% cigánynak mondta magát (3,5% nem nyilatkozott; a kettős identitások miatt a végösszeg nagyobb lehet 100%-nál). A vallási megoszlás a következő volt: római katolikus 1,8%, református 73,7%, görögkatolikus 0,2%, felekezeten kívüli 17,5% (6,6% nem válaszolt).
2022-ben a lakosság 95,9%-a vallotta magát magyarnak, 1,3% cigánynak, 0,1% románnak, 0,1% szerbnek, 2,4% egyéb, nem hazai nemzetiségűnek (3,9% nem nyilatkozott; a kettős identitások miatt a végösszeg nagyobb lehet 100%-nál). Vallásuk szerint 39,2% volt református, 1,6% római katolikus, 0,6% görög katolikus, 0,2% egyéb keresztény, 0,6% egyéb katolikus, 18,7% felekezeten kívüli (39,1% nem válaszolt).

## Nevezetességei
- Református temploma 1585-ben épült.
- Préposti-kastély

## Külső hivatkozások
- Tépe az utazom.com honlapján